# Episteira isoepes
Episteira isoepes är en fjärilsart som beskrevs av Louis Beethoven Prout 1958. Episteira isoepes ingår i släktet Episteira och familjen mätare. Inga underarter finns listade i Catalogue of Life.